# قرة درة (علي أباد ملك)
قرة درة (بالفارسية: قره دره) هي قرية تقع في إيران في قسم علي أباد ملك الريفي. يقدر عدد سكانها بـ 0 نسمة بحسب إحصاء 2016.